# Aeroportul Lidköping-Hovby
Aeroportul Lidköping-Hovby (IATA: LDK, ICAO: ESGL) este un aeroport din Comuna Lidköping, Västra Götalands län, Suedia ce deservește zona Lidköping.
Situat la o altitudine de 61 m, aeroportul dispune de 1 pistă.

## Infrastructură

### Piste
Aeroportul dispune de o singură pistă. Pista are orientarea 06/24. 